# 舊里族
舊里族是臺北市的一個地名，位於今松山區東部和內湖區新湖一路、二路、三路一帶。

## 歷史

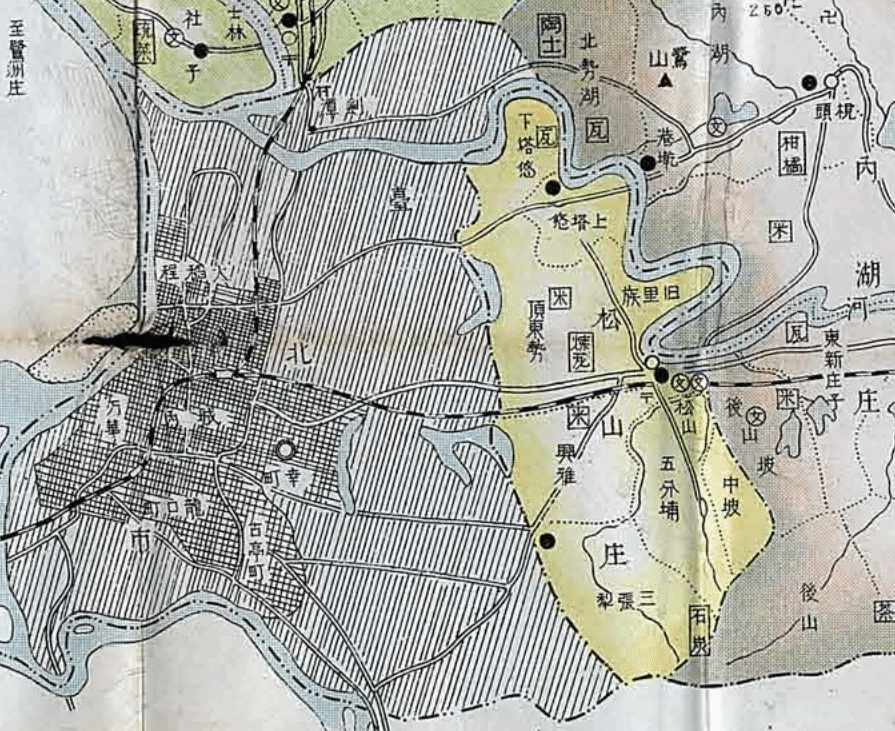
隸屬臺北州七星郡松山庄的舊里族大字，與內湖新里族當時相隔基隆河（1932年七星郡管內圖）

台灣清治末期至日治前期，該地區為一街庄，稱為「里族庄」，隸屬於大加蚋堡。該庄東隔基隆河與芝蘭一堡同名的里族庄為鄰，南邊為同堡的錫口街、興雅庄，西邊為東勢庄，北邊為上塔悠庄。
1901年（日治明治三十四年）11月，該庄隸屬於臺北廳錫口支廳，同年12月17日編為第六區。1905年4月19日，里族庄改為「舊里族庄」，以區別位在芝蘭一堡的新里族庄。1906年（明治三十九年）1月1日，第五區、第六區合併為「錫口區」。1920年（大正九年）10月1日，舊里族庄改制為「舊里族」大字，隸屬於臺北州七星郡松山庄。1938年（昭和十三年）4月，松山庄併入州轄臺北市。
戰後臺北市改制為省轄市。1946年2月臺北市劃分為10個區，下塔悠地區隸屬於松山區，大字改制為里。1968年7月臺北市改制為院轄市。1990年3月，臺北市各區重劃，該地區仍屬於松山區。1994年5月因應基隆河截彎取直調整區界，部分地區被劃入內湖區。

## 交通
- 台北捷運  松山新店線 橫越舊里族地區南部，於西側邊界設有南京三民站。

## 學校
- 西松高中
- 民生國中
- 民權國小（部分）
- 健康國小（部分）